# Rabinal Achí
Le Rabinal Achí est un drame musical maya du XVe siècle dansé dans la ville de Rabinal au Guatemala le jour de la Saint-Paul, le 25 janvier. Il se distingue notamment par l'emploi de masques.
« La tradition du théâtre dansé Rabinal Achí » a été  originellement proclamée en 2005 puis inscrite en 2008 par l'UNESCO sur 
la liste représentative du patrimoine culturel immatériel de l’humanité.